# 自由民主派 (香港)
溫和民主派 （Moderate democracy camp），亦稱自由民主派（Liberal democrats），是香港傳媒及學者等就香港政治議題的辭彙，自2010年以來用以分辨同為廣義泛民主派的激進民主派。現時溫和民主派的協調及對外組織是專業議政。溫和民主派一般不主張以武制暴的手法去爭取民主，避免激進手段以增取中間選民的支持。
2010年五區總辭一事之前，此概念較不明顯，並作為相對概念，但整體泛民均會合作。不過自激進民主派的社民連發動「五區公投」後，傳媒就開始使用「溫和民主派」形容並沒有參加此項目的終極普選聯盟及其成員。終極普選聯盟的十多位立法會議員當中，以民主黨為首的普選聯支持政改，與參與五區公投的社民連和公民黨相對。
溫和民主派政黨皆支持香港推行全面民主及實現真普選，要求行政長官和立法會儘快推行全面普選、注重監察政府運作、視「人權」、「平等」、「公義」、「言論自由」等為社會的核心價值。與激進民主派的分別只在抗爭手法有異，且两派皆同意以非暴力方式抗爭，在其他政治或經濟理念上現時仍有一些分歧（例如社會主義）。

## 民主派分裂
導致民主派分裂的主因，是由於2012年政改方案中，民主黨於談判中最後只堅持普選5個新增「區議會功能組別」，而未有要求普選時間表及廢除功能組別。而政府接受普選5個新增「區議會功能組別」的建議後，民主黨和民協轉為支持政改方案。另外，社民連也有成員指責民主黨，指「根據基本法，政改只需向人大備案而非同意」，民主黨不應該向中聯辦「乞求民主」。激進民主派一方指民主黨為建制派而非泛民陣營。不過，亦有不少聲音認為泛民不應在此時分裂。

### 反對2010年民主黨方案
就著民主黨對方案改為支持，其他泛民有不同的意見。
 工黨
- 李卓人：認為個別人士把民主黨打成千古罪人並不公道，應該要理性討論，但表明反對民主黨方案。[1]
- 何秀蘭：表明反對民主黨方案，但泛民會在政改方案表決後，應解決內部矛盾，不希望社會出現更多肢體衝突。[1][5]

 公民黨
- 余若薇：「魔鬼在細節裏」，大部份黨員擔心方案偏離普選目標，將功能組別合理化[6]。

 社會民主連線（2010年）
- 黃毓民形容終極普選聯盟為「終極投共聯盟」。

 民主黨黨內反對聲音：
- 鄭家富：不認同黨內領導對區議會改良方案的立場，但不會質疑對方繼續爭取民主的決心。[7]6月23日政改方案表決當日宣佈退黨。
- 李柱銘：「他們的目標轉放在2012年，完全忘記了終極普選……若他們（民主黨）這樣都接受（方案），即最重要的目標都放棄了。」，但指時任主席何俊仁為「（民主）死硬派」，不應質疑其人格[8]。
- 林子健：「如果支持民主黨的方案，等於將原則拋諸腦後。」[9]
- 涂謹申：初時表明不願意跟從民主黨投票支持政改方案，但最後跟隨黨的決定投支持票。

## 民主派聯絡小組
民主派聯絡小組在2015年9月18日成立，作為泛民主派之間討論與中央溝通事宜的正式平台，但新民主同盟無加入民主派聯絡小組。湯家驊雖然在同年6月24日退出公民黨，但當時仍是泛民會議成員，亦加入民主派聯絡小組，直至10月1日辭職為止。